# One Step From Eden
One Step From Eden (с англ. — «В шаге от Эдема») — компьютерная игра в жанре roguelike, созданная американским инди-разработчиком Томасом Мун Кангом и изданная Humble Bundle. После успешной краудфандинговой, кампании она была выпущена для Linux, macOS, Windows и Nintendo Switch в марте 2020 года, а затем перенесена на PlayStation 4 в июне 2020 года и на Xbox One в ноябре 2021 года.
One Step From Eden включает в себя движение по сетке и боевую механику, аналогичные серии Mega Man Battle Network, наряду с игровым процессом на базе построения колоды и развитием сюжета на основе выборов. После выпуска игра получила в основном положительные отзывы, с похвалой за визуальные эффекты, бой и элементы управления, а также с критикой за многопользовательские режимы и высокую сложность.
Сиквел игры под названием Duelists of Eden планируется выпустить для Windows в 2023 году.

## Игровой процесс
Навигация в игре происходит по карте с разветвлёнными путями, ведущими к различным боевым столкновениям, сундукам с сокровищами и местам закупки. Бой в One Step From Eden происходит на сетке 4x4, на которой игрок может перемещать персонажа на одну клетку за раз и, если у него достаточно маны, атаковать с помощью заклинаний из своей колоды. Заклинания принимают форму различных атак ближнего и дальнего действия, а некоторые применяют статусные эффекты или восстанавливают здоровье. Противники могут двигаться по отдельной сетке 4x4, и их заклинания следуют паттернам, от которых игрок должен вовремя уклоняться. В некоторых битвах есть особые условия вроде наличия неигровых персонажей, которых нужно спасти или победить.
За каждую завершённую битву игрок получает очки опыта и возможность добавить новые заклинания в свою колоду. Каждое повышение уровня и некоторые события приводят к получению артефактов — предметов с положительными и отрицательными пассивными способностями. Поражение в битве отправляет игрока обратно к началу с потерей всех полученных заклинаний и артефактов, но прогресс на панели завершения остается, что в конечном итоге приводит к разблокировке новых персонажей и заклинаний для использования в последующих попытках.

## Разработка
Разработка игры началась в апреле 2016 года. Причиной создания игры Томас Мун Канг называл «пустоту размером с Megaman Battle Network, которую не могла заполнить ни одна другая игра». На основную тематику и ощущение от игры отчасти повлияла The World Ends with You (2007); название One Step From Eden также является отсылкой к данной игре. Другими источники вдохновения во время разработки послужили FTL: Faster Than Light (2012), Nuclear Throne (2015) и Slay the Spire (2019).
Игра была размещена на Kickstarter 3 января 2019 года с целью получения финансирования в размере 15 000 долларов. Одновременно была выпущена бесплатная демоверсия, включающая одну зону и трёх боссов, в которые в дальнейшем вошли и в итоговую версию игры. Разработчик намеревался продолжить разработку даже в том случае, если финансирование привлечь не удастся; однако кампания собрала необходимую сумму на два дня, а впоследствии привлекла средства на дополнительные цели — механику призыва питомцев, выпуск игры на Nintendo Switch и заказ музыки у композитора VA-11 Hall-A Майкла Келли.
Продолжение игры от Томаса Мун Канга под названием Duelists of Eden планируется к выпуску для Windows в Steam в 2023 году.

### Выпуск
В феврале 2020 года издатель Humble Bundle объявил, что 26 марта 2020 года опубликует One Step From Eden в цифровом виде для ранее обещанных платформ Linux, macOS, Windows и Nintendo Switch. Порт для PlayStation 4 был выпущен 14 июня 2020 года. 25 февраля 2021 года игра была выпущена Flyhigh Works на физических носителях для Nintendo Switch в Японии, с дальнейшими планами выпустить физические версии для обеих консолей компанией Limited Run Games в Северной Америке. Версия для Xbox One была анонсирована в октябре 2021 года. Она был выпущена 11 ноября 2021 года и в тот же день была добавлена в сервис Xbox Game Pass для консоли и ПК.

## Отзывы и критика
| Сводный рейтинг       | Сводный рейтинг       |
| Агрегатор             | Оценка                |
| --------------------- | --------------------- |
| Metacritic            | PC: 82/100 NS: 74/100 |
| Иноязычные издания    |                       |
| Издание               | Оценка                |
| Nintendo World Report | 7/10                  |
| IGN Japan             | 9/10                  |

Согласно агрегатору обзоров Metacritic, версия One Step From Eden для ПК получила «в целом положительные отзывы», тогда как версия для Nintendo Switch — «смешанные или средние».
Син Имай из IGN Japan назвал игру «революционной», той, которую «должен попробовать каждый». Стюарт Гипп из Nintendo Life счёл One Step From Eden «необычайно хорошо сделанной игрой с отличной боевой системой и отзывчивым управлением», также похвалив её визуальные эффекты и звук, но раскритиковав низкую скорость разблокировки контента и её высокую сложность. Слишком крутая кривая сложности также подверглась критике со стороны Джордана Рудека из Nintendo World Report, который далее отметил, что игре «очень не хватает настроек доступности», но в целом положительно оценил игру за интересную идею и большое разнообразие заклинаний и умений. Мигель Моран из Nintendo Enthusiast похвалил игру за глубину однопользовательского режима, но посчитал, что она плохо сохраняется в кооперативном режиме, в котором игра заставляет игроков «неудобно делить одну колоду вместо того, чтобы дать каждому по своей», и в режиме «игрок против игрока», который «вручает заранее составленные колоды, не давая возможности их изучить».